# U-124 (1940)
U-124 – niemiecki okręt podwodny typu IXB z czasów II Wojny Światowej.

## Historia
Data zamówienia U-124 to 15 grudnia 1937 roku. Zwodowany 9 marca 1940 r. przez AG Weser w Bremie. W tym samym roku, 11 czerwca dowodzenie objął Kptlt. Georg-Wilhelm Schulz.
Większość załogi, wraz z dowódcą, G.-W. Schulzem, pochodziła z załogi zatopionego przez brytyjskie lotnictwo 13 kwietnia 1940 r. w Ofotfiordzie okrętu U-64. Uratowani marynarze, którzy dotarli do pobliskiego brzegu, dołączyli do walczących w tym rejonie niemieckich strzelców górskich ze 139. pułku i wraz z nimi brali udział w walkach o Troldvik. Na pamiątkę tego epizodu na kiosku swojego nowego okrętu umieścili emblemat z kwiatem szarotki. 24 listopada 1941r. zatopił brytyjski krążownik HMS „Dunedin”.
Okręt zatonął 2 kwietnia 1943 na zachód od Oporto, na pozycji 41.02N, 15.39W. Zginęła cała załoga (53 osoby).
Dowódcy:
- Kptlt. Georg-Wilhelm Schulz  (11 Jun 1940 – 7 Sep 1941)
- KrvKpt. Johann Mohr  (8 Sep 1941 – 2 Apr 1943)

Sukcesy:
- 48 statków zatopionych o łącznym tonażu 224 953 ton
- 2 okręty wojenne zatopione o łącznym tonażu 5 775 ton
- 4 statki uszkodzone o łącznym tonażu 30 067 ton

Operacje Wilczych Stad:
U-124 brał udział w dwóch operacjach:
- Süd (22 Jul 1941 – 5 Aug 1941)
- Hecht (8 May 1942 – 18 Jun 1942)